# NGC 4491
NGC 4491 ist eine spiralförmige Zwerggalaxie mit ausgedehnten Sternentstehungsgebieten vom Hubble-Typ SBa im Sternbild Jungfrau auf der Ekliptik. Sie ist schätzungsweise 20 Millionen Lichtjahre von der Milchstraße entfernt und hat einen Durchmesser von etwa 10.000 Lichtjahren. Gemeinsam mit zwölf weiteren Galaxien bildet sie die NGC 4442-Gruppe (LGG 288) und wird unter der Katalognummer VCC 1326 als Mitglied des Virgo-Galaxienhaufens aufgeführt.
Im selben Himmelsareal befinden sich u. a. die Galaxien IC 3431, IC 3437, IC 3446, IC 3452.
Das Objekt wurde am 15. März 1784 vom deutsch-britischen Astronomen Wilhelm Herschel entdeckt.